# 11 TCN
Năm 11 TCN là một năm trong lịch Julius. 